# Kawamura Sumiyoshi

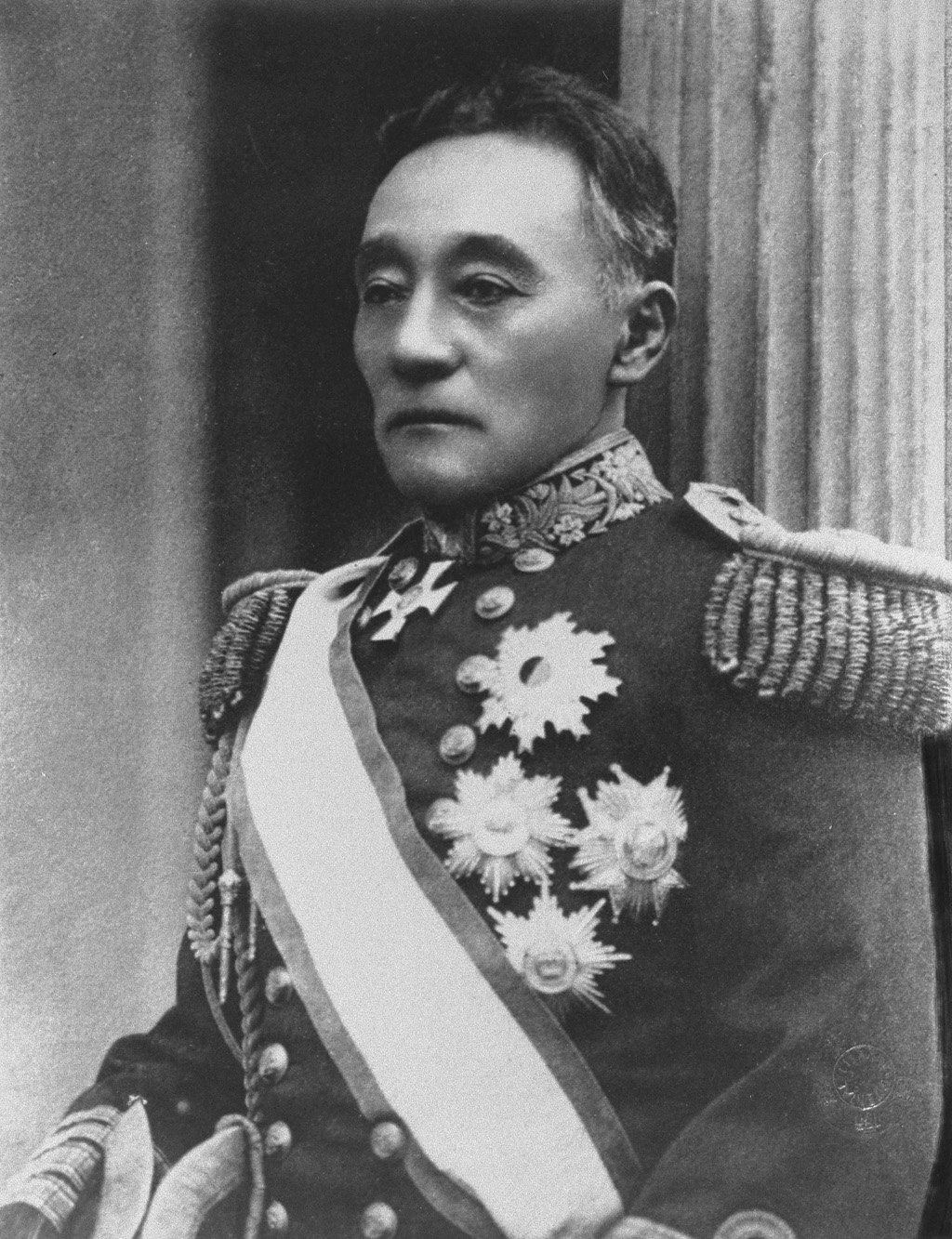
Kawamura Sumiyoshi

Kawamura Sumiyoshi (jap. 川村 純義; * Tempō 7/11/11lunisolar/18. Dezember 1836greg. in Kagoshima; † 12. August 1904) war ein japanischer Admiral der Kaiserlichen Marine, der unter anderem von 1878 bis 1880 sowie erneut von 1881 bis 1885 Marineminister war.

## Leben
Kawamura Sumiyoshi absolvierte ein Studium der Navigation am Marinetrainingszentrum Nagasaki und nahm als Samurai am Boshin-Krieg von 1868 bis 1869 teil, wobei er sich insbesondere während der Schlacht von Aizu zwischen Oktober und November 1868 auszeichnete. Nach Kriegsende wurde er am 23. November 1869 zunächst Direktor im Ministerium für militärische Angelegenheiten sowie anschließend am 27. Oktober 1870 Direktor der Kaiserlich Japanischen Marineakademie (Kaigun Heigakkō), ehe er am 15. Juli 1871 stellvertretender Minister für militärische Angelegenheiten wurde.
Nach Gründung des Marineministeriums wurde er am 27. Juli 1872 Vize-Seelord und damit Stellvertreter von Katsu Kaishū. Diesen Posten bekleidete er zunächst bis zum 4. April 1874, als er als Kommandeur der Marineverbände vorübergehend zur Durchführung der japanischen Strafexpedition nach Taiwan entsandt wurde. Nach seiner Rückkehr wurde er am 5. August 1874 zum Vizeadmiral (Chūjō) befördert und übernahm erneut als Stellvertreter Katsus den Posten als Vize-Seelord. Am 19. Februar 1877 wurde er als Kommandeur eines 300.000 Mann starken Truppenkontingents mit der Niederschlagung der von Saigō Takamori angeführten Satsuma-Rebellion in der Provinz Satsuma beauftragt und befehligte insbesondere die Truppenverbände in der Schlacht von Shiroyama am 24. September 1877. Nach seiner Rückkehr am 10. Oktober 1877 wurde er am 20. November 1877 zum Mitglied des Rates (Sangi).
Am 24. Mai 1878 wurde Kawamura als Nachfolger von Katsu Kaishū schließlich erstmals selbst Seelord und übte damit bis zu seiner Ablösung durch Enomoto Takeaki am 28. Februar 1880 die Funktion des Marineministers (kaigun-kyō) im Staatsrat (Daijō-kan) aus. Anschließend gehörte weiterhin dem Staatsrat als Mitglied an, ehe er am 7. April 1881 Enomoto wieder als Seelord ablöste und dieses Amt als Marineminister bis zum 22. Dezember 1885 bekleidete. Während dieser Zeit wurde er am 7. Juli 1884 als Graf (Hakushaku) in den Erbadel (Kazoku) erhoben. Nach seinem Ausscheiden aus der Regierung wurde er zunächst Berater des Kaiserhauses und am 30. April 1888 zum Berater des neugeschaffenen Geheimen Kronrates Sūmitsu-in ernannt, einem Gremium zur Beratung des Tennō. Am 11. November 1893 wurde er schließlich Mitglied des Geheimen Kronrates und gehörte diesem bis zu seinem Tode an. 
Kawamura Sumiyoshi, der am 1. November 1899 aus dem aktiven Militärdienst in die Reserve versetzt wurde, wurde anlässlich seines Todes am 12. April 1904 posthum zum Admiral (Taisho) befördert. Seine posthume Beförderung zum Admiral war die erste in der Geschichte der Kaiserlichen Marine.

## Hintergrundliteratur
- Andrew Cobbing: The Japanese Discovery of Victorian Britain, RoutledgeCurzon, 1989, ISBN 1-873410-81-6.
- Andrew Cobbing: The Satsuma Students in Britain, RoutledgeCurzon, 2000, ISBN 1-873410-97-2.
- Mark Ravina: The Last Samurai: The Life and Battles of Saigo Takamori, Whiley, 2003, ISBN 0-471-08970-2.
- Donald Keane: Emperor Of Japan: Meiji And His World, 1852-1912, Columbia University Press, 2005, ISBN 0-231-12341-8.